# Шпиталь святого Луки (Мальта)
Шпиталь святого Луки (Мальта) (мальт. L-Isptar San Luqa) — колишня головна лікарня, розташована в передмісті столиці в мальтійському місті П'єта.

## Історія
Фундамент лікарні було закладено 5 квітня 1930 року губернатором Мальти Джоном Філіпом Дю Кеном у присутності тодішнього прем'єр-міністра Джеральда Стрікленда. Будівництво уповільнювалось через технічні труднощі. На початку Другої світової війни лікарня була ще незавершена, і будівельні роботи було припинено. 
У 1941 році основний блок було перетворено на ізолятор для хворих з інфекційними захворюваннями. Тоді лікарня отримала офіційну назву — лікарня Святого Луки. Тут лікували пацієнтів під час декількох епідемій, починаючи від кору до тифу,  поліомієліту, корости й стригучого лишаю.
Наприкінці 1940-х років лікарня перестала бути виключно інфекційною, оскільки відтепер мала засоби для лікування загальних медичних, хірургічних, гінекологічних та дитячих хвороб. У 1948 році було відкрито відділення радіології.
Будівля лікарні включена до списку Національної інвентаризації культурних цінностей Мальтійських островів.

## Співпраця зМальтійським університетом
Лікарня Святого Луки обслуговувала студентів, які відвідували курси медичних наук, навчаючись у Мальтійському університеті. У колишньому медичному закладі досі розміщено сховище монографій до 1965 року та всі видання журналів лікарів і медичних сестер.

## Статус
Станом на кінець 2007 року лікарня Святого Луки перестала бути основною загальною лікарнею Мальти, отримавши назву шпиталь Матері Божої.